# Олбані (Вермонт)
Олбані (англ. Albany) — місто (англ. town) в США, в окрузі Орлінс штату Вермонт. Населення — 976 осіб (2020).

## Демографія
Згідно з переписом 2010 року, у місті мешкала 941 особа в 395 домогосподарствах у складі 268 родин. Було 511 помешкання
Расовий склад населення:
| - 95,9 % — білих - 1,0 % — чорних або афроамериканців - 0,4 % — азіатів - 0,3 % — корінних американців |

До двох чи більше рас належало 2,0 %. Частка іспаномовних становила 1,6 % від усіх жителів.
За віковим діапазоном населення розподілялося таким чином: 21,7 % — особи молодші 18 років, 64,2 % — особи у віці 18—64 років, 14,1 % — особи у віці 65 років та старші. Медіана віку мешканця становила 42,9 року. На 100 осіб жіночої статі у місті припадало 110,5 чоловіків;  на 100 жінок у віці від 18 років та старших — 111,2 чоловіків також старших 18 років.
Середній дохід на одне домашнє господарство  становив 47 827 доларів США (медіана — 35 268), а середній дохід на одну сім'ю — 54 475 доларів (медіана — 38 125). Медіана доходів становила 36 413 долари для чоловіків та 32 969 доларів для жінок. За межею бідності перебувало 22,2 % осіб, у тому числі 36,8 % дітей у віці до 18 років та 8,6 % осіб у віці 65 років та старших.
Цивільне працевлаштоване населення становило 423 особи. Основні галузі зайнятості: освіта, охорона здоров'я та соціальна допомога — 20,3 %, сільське господарство, лісництво, риболовля — 14,9 %, виробництво — 13,9 %.